# Melvyn Richardson
Pour les articles homonymes, voir Richardson.

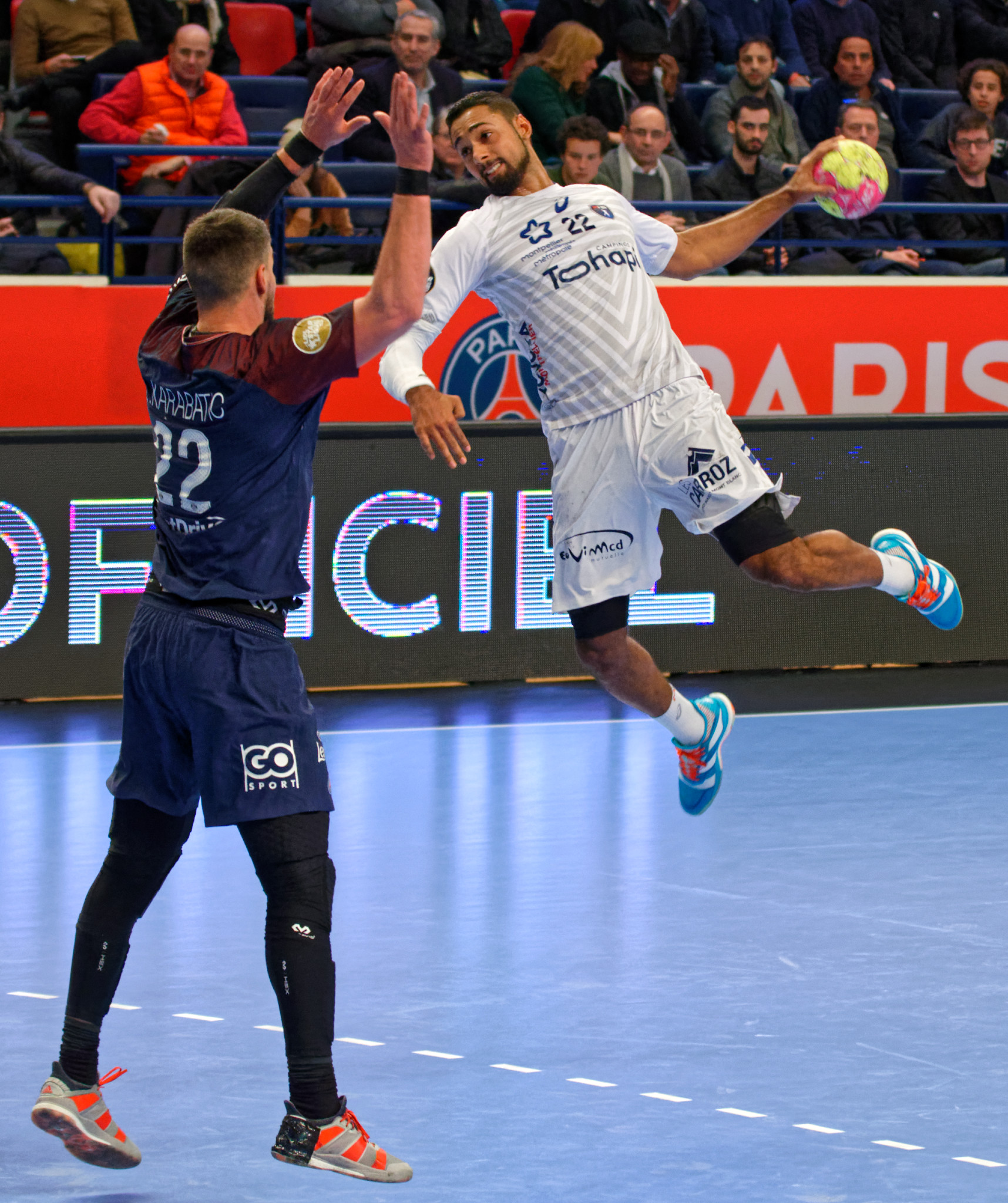
Melvyn Richardson au tir face à Luka Karabatic, le 1er mars 2018.

Melvyn Richardson, né le 31 janvier 1997 à Marseille, est un joueur international français de handball évoluant au FC Barcelone et en équipe de France. Gaucher et polyvalent, il occupe principalement au poste d'arrière droit, mais peut également jouer aux postes de demi-centre ou d'ailier droit.
Il est le fils du handballeur Jackson Richardson

## Biographie
Melvyn Richardson commence le handball à 8 ans, lorsque son père, Jackson Richardson, est rentré en France pour évoluer au Chambéry Savoie Handball. Trois ans plus tard, lorsque son père joue en mai 2008 le dernier match de sa carrière devant les 3 500 spectateurs de la Halle olympique d'Albertville, Melvyn entre en jeu et marque le dernier but de la rencontre, comme un passage de flambeau.
En 2014, il intègre le centre de formation du Chambéry Savoie Handball après deux ans au pôle espoirs. Dans le même temps, son père devient entraîneur adjoint puis entraîneur principal par intérim de Chambéry à la suite du départ de Mario Cavalli. Le 5 novembre 2014, Melvyn joue ses premières minutes en D1 avec l'équipe professionnelle à l'occasion d'une victoire d'un but à Nantes.
Parallèlement, il s'impose comme un pilier de l'équipe de France jeunes et devient champion d'Europe en 2014 puis championnat du monde en 2015, compétition à laquelle Melvyn est élu meilleur joueur.
Présent de plus en plus régulièrement en LNH, il signe son premier contrat professionnel le 3 mars 2015.
En janvier 2017, il signe un contrat au Montpellier Handball à partir de l'intersaison 2017.
Puis le 17 juin 2017, en compagnie de Julien Meyer, il connait sa première sélection en équipe de France à l'occasion du dernier match de qualification pour l'Euro 2018 et marque à cette occasion son premier but.
En mai 2018, il joue un rôle décisif dans la victoire du Montpellier Handball lors de la Finale à quatre de la Ligue des champions. Ce titre est obtenu dix-sept ans après celui remporté par son père en 2001.
En 2019, il entre en cours de compétition au Championnat du monde et réalise des prestations convaincantes. Il remporte à cette occasion sa première médaille internationale, le bronze. Auteur d'une saison 2018-2019 très convaincante en Championnat, il est élu meilleur joueur et meilleur arrière droit.
En fin de contrat avec  en juin 2021, il annonce dès septembre 2020 son départ de Montpellier. Si rapidement des rumeurs l'envoient au FC Barcelone, ce n'est qu'en juillet que sa signature pour 4 saisons est officiellement annoncée.
S'il entre en concurrence à son poste avec Dika Mem, Nedim Remili voire Valentin Porte et ne bénéficie pas d'un grand temps de jeu, il joue toutes les grandes compétitions avec l'équipe de France : demi-finaliste du Championnat du monde 2021 puis du Championnat d'Europe 2022, il devient entre-temps champion olympique en 2021, ce que son père n'était jamais parvenu à faire en quatre participations
Pour sa première saison à Barcelone, il remporte les quatre compétitions espagnoles (sans grande surprise, le Barça ayant remporté toutes les compétitions nationales depuis 2013) et surtout sa deuxième Ligue des champions. Puis, au Championnat du monde 2023, il remporte sa troisième médaille internationale : l'argent.

## Palmarès

### En club
Compétitions internationales
- Vainqueur de la Ligue des champions (3) : 2018, 2022, 2024
- Demi-finaliste de la Coupe de l'EHF (1) : 2015-16
- Finaliste de la Coupe du monde des clubs (2) : 2021, 2022

Compétitions nationales
- Vainqueur du Championnat d'Espagne (3) :  2022, 2023, 2024
- Vainqueur de la Coupe du Roi (3) : 2022, 2023, 2024
- Vainqueur de la Coupe ASOBAL (3) : 2022, 2023, 2024
- Vainqueur de la Supercoupe d'Espagne (3) : 2021, 2022, 2023
- Vainqueur du Trophée des champions (1) : 2018
- Deuxième du championnat de France (2) : 2018, 2019, 2021
- Finaliste de la Coupe de la Ligue (1) : 2019
- Finaliste de la Coupe de France (1) : 2021

### En équipes nationales
Jeux olympiques
- Médaille d'or aux Jeux olympiques de 2020 à Tokyo
- 8e place aux Jeux olympiques de 2024 à Paris

Championnat du monde
- Médaille de bronze au championnat du monde 2019
- 4e place au championnat du monde 2021
- Médaille d'argent au championnat du monde 2023
- Médaille de bronze au championnat du monde 2025

Championnat d'Europe
- 14e place au championnat d'Europe 2020
- 4e place au championnat d'Europe 2022
- Médaille d'or au championnat d'Europe 2024

France jeunes et junior
- Vainqueur du championnat d'Europe des -18 ans en 2014
- Vainqueur du championnat du monde jeunes en 2015
- Médaille de bronze du championnat d'Europe des -20 ans en 2016
- Médaille de bronze du Championnat du monde junior 2017

### Distinctions individuelles
Compétitions senior
- élu meilleur joueur du championnat de France (1) : 2019
- élu meilleur arrière droit du championnat de France (1) : 2019
- élu meilleur espoir du Championnat de France (1) : 2016-2017
- élu meilleur joueur du mois en Championnat de France (2) : mars 2018, avril 2018 ; nommé en novembre, décembre 2018 et février 2019

Compétitions jeunes
- élu meilleur arrière droit du Championnat d'Europe jeunes 2014
- élu meilleur joueur du Championnat du monde jeunes 2015

## Décorations
- Chevalier de la Légion d'honneur (2021)[15]